# Устянова
Устяно́ва (пол. Ustjanowa Górna) — село в Польщі, у гміні Устрики-Долішні Бещадського повіту Підкарпатського воєводства. Колишнє бойківське село, в рамках договору обміну територіями 1951 року все українське населення насильно переселено. Населення — 798 осіб (2011).

## Історія
Селом володів Петро Кміта Собенський до 1553 р. Входило до Перемишльської землі Руське воєводства.
У 1772-1918 роках село було у складі Австро-Угорської монархії, у провінції Королівство Галичини та Володимирії. У 1880 році село належало до Ліського повіту, в селі нараховувалося 189 будинків і 1185 мешканців, з них 986 греко-католиків, 115 римо-католиків і 94 юдеї.
У 1919-1939 роках — у складі Польщі. Село належало до Ліського повіту Львівського воєводства, у 1934-1939 роках входило до складу ґміни Лобізва.
Станом на 1 січня 1939 року в селі було 2450 мешканців, з них 1880 українців-грекокатоликів, 100 українців-римокатоликів, 360 поляків і 110 євреїв.
У середині вересня 1939 року німці окупували село, однак уже 26 вересня 1939 року мусіли відступити з правобережної частини Сяну, оскільки за пактом Молотова — Ріббентропа правобережжя Сяну належало до радянської зони впливу. 27 листопада 1939 року постановою Президії Верховної Ради УРСР село у складі повіту включене до новоутвореної Дрогобицької області. Територія ввійшла до складу утвореного 17 січня 1940 року Нижньо-Устрицького району. Наприкінці червня 1941 року, з початком німецько-радянської війни, територія знову була окупована німцями, які за три роки окупації винищили євреїв. У серпні 1944 року радянські війська знову оволоділи селом. В березні 1945 року, в рамках підготовки до підписання Радянсько-польського договору про державний кордон зі складу Дрогобицької області половина села (Устянова Долішня) була передана до складу Польщі, українське населення насильно виселене в СРСР.
У 1948 року вже мешканці горішньої частини села Устянова Нижньо-Устріцького району тодішньої Дрогобицької області вимушені були в місячний термін покинути рідні домівки під час виселення людей з прикордонної смуги. Тоді їх виселили в ближні села, тобто залишили на території Дрогобицької області. Та 1951 року цих людей виселили вдруге, цього разу вглиб УРСР, згідно з договором «про обмін територіями» задля «вирівнювання кордонів». Замість українців село заселено поляками.
У 1975-1998 роках село належало до Кросненського воєводства.

## Демографія
Демографічна структура станом на 31 березня 2011 року:
|          | Загалом | Допрацездатний вік | Працездатний вік | Постпрацездатний вік |
| -------- | ------- | ------------------ | ---------------- | -------------------- |
| Чоловіки | 409     | 92                 | 285              | 32                   |
| Жінки    | 389     | 90                 | 241              | 58                   |
| Разом    | 798     | 182                | 526              | 90                   |

## Церкви
У селі було дві церкви, за належністю до них село поділялась на дві частини — Устянову Горішню і Устянову Долішню.
У 1790 році в Устяновій Горішній збудована дерев’яна церква Преппдобної М. Параскеви, яка була парафіяльною, парафія належала до Устрицького деканату Перемишльської єпархії УГКЦ. Натомість у 1791 році в Устяновій Долішній збудована дерев’яна церква Преп. М. Параскеви, яка була дочірньою. Після виселення українців віддана римо-католикам. Церкву внесено до загальнодержавного реєстру пам'ятників історії.